# Longmen
Longmen (xinès 龙门镇, Pinyin:Lóngmén Zhèn) - és una ciutat i municipi a l'est de la Xina, a la província de Henan, a la prefectura de la ciutat de Luoyang, al districte de Luolong. En l'any 2000, el municipi tenia 47.836 habitants.
A Longmen s'hi troben els mundialment famosos temples budistes excavats a la roca (segles V-VIII). Hi ha una sèrie d'inscripcions, decoracions en baix relleu i estàtues de Buda que pertanyen al principal conjunt escultòric històric de la Xina (vegeu Grutes de Longmen).